# آيت أوفقا
آيت أوفقا هي قرية أمازيغية مغربية وجماعة قروية وسط غربي المغرب. تنتمي آيت أوفقا لإقليم تيزنيت على الساحل الأطلسي. تضم هذه الجماعة القروية 5.470 نسمة (إحصاء 2004).